# Canton de Craonne
Le canton de Craonne est une ancienne division administrative française située dans le département de l'Aisne et la région Picardie.

## Géographie
Ce canton a été organisé autour de Craonne dans l'arrondissement de Laon. Son altitude varie de 44 m (Bourg-et-Comin) à 212 m (Aubigny-en-Laonnois) pour une altitude moyenne de 108 m.

## Histoire

### Révolution française

Carte du canton de Craonne en 1790.

Le canton est créé le 18 février 1790 sous la Révolution française. 
Le canton comprend 14 communes avec Craonne pour chef-lieu : Ailles, Aizelles
, Aubigny-en-Laonnois, Berrieux, Bouconville, Chermizy, Corbeny, Craonne, Craonnelle, Goudelancourt-lès-Berrieux, Neuville, Sainte-Croix, Saint-Thomas et Vauclerc-et-la-Vallée-Foulon. Le canton ne subit aucune modification dans sa composition et ses limites pendant cette période. Il est une subdivision du district de Laon qui disparait le 5 Fructidor An III (22 août 1795)
Lors de la création des arrondissements par la loi du 28 pluviôse an VIII (17 février 1800), le canton de Craonne est rattaché à l'arrondissement de Laon.

### 1801-2015
L'arrêté du 3 vendémiaire an X (25 septembre 1801) entraine un redécoupage du canton de Craonne qui est conservé. L'ensemble des communes du canton de Beaurieux (Beaulne-et-Chivy, Beaurieux, Bourg-et-Comin, Cerny-en-Laonnois, Cuiry-lès-Chaudardes, Cuissy-et-Geny, Jumigny, Moulins, Moussy-sur-Aisne, Œuilly, Oulches, Paissy, Pargnan, Troyon, Vassogne, Vendresse et Verneuil-Courtonne) intègrent le canton. Dix communes du canton de Chevregny (Braye-en-Laonnois, Chamouille, Colligis, Courtecon, Crandelain-et-Malval, Lierval, Martigny-Courpierre, Monthenault, Pancy, et Trucy) rejoignent le canton. Le nombre de communes est alors de 41 communes. 
En 1809, les communes de Vendresse et de Troyon fusionnent et forment la commune de Vendresse-et-Troyon. Le nombre de communes passe de 41 à 40. 
Au lendemain de la Première Guerre mondiale, une partie du canton se situe en zone rouge. Des communes ont été détruites et certaines ne comptent aucun habitant au recensement de 1921. Six communes détruites par la guerre (Ailles, Beaulne-et-Chivy, Courtecon, Crandelain-et-Malval, Moussy-sur-Aisne et Vauclerc-et-la-Vallée-Foulon sont supprimées par décret du 9 septembre 1923. Ailles est regroupée à Chermizy et la nouvelle entité prend le nom de Chermizy-Ailles. Beaulne-et-Chivy est rattachée à Vendresse-et-Troyon, la commune est renommée Vendresse-Beaulne. Moussy-sur-Aisne fusionne avec Verneuil-Courtonne et la nouvelle commune est appelée Moussy-Verneuil. Colligis absorbe Crandelain-et-Malval et la commune prend le nom de Colligis-Crandelain. Courtecon est regroupée à Pancy pour former la commune de Pancy-Courtecon. La commune de Vauclerc-et-la-Vallée-Foulon est scindée en deux sections. La première, celle de Vauclerc, est rattachée à Bouconville et la commune prend le nom de Bouconville-Vauclerc. La dernière section, celle de La Vallée-Foulon, est absorbée par la commune d'Oulches et la nouvelle entité est renommée Oulches-la-Vallée-Foulon. Le canton est composé de 34 communes et sa composition n'a pas évolué depuis cette date jusqu'en mars 2015
En 1935, la commune de Neuville prend le nom de Neuville-sur-Ailette et en 1973, la commune de Bouconville-Vauclerc est renommée Bouconville-Vauclair.

### Redécoupage de 2015
Un nouveau découpage territorial de l'Aisne entre en vigueur en mars 2015, défini par le décret du 21 février 2014 , en application des lois du 17 mai 2013 (loi organique 2013-402 et loi 2013-403). Les conseillers départementaux sont, à compter de ces élections, élus au scrutin majoritaire binominal mixte. Les électeurs de chaque canton élisent au Conseil départemental, nouvelle appellation du Conseil général, deux membres de sexe différent, qui se présentent en binôme de candidats. Les conseillers départementaux sont élus pour 6 ans au scrutin binominal majoritaire à deux tours, l'accès au second tour nécessitant 10 % des inscrits au 1er tour. En outre la totalité des conseillers départementaux est renouvelée. Ce nouveau mode de scrutin nécessite un redécoupage des cantons dont le nombre est divisé par deux avec arrondi à l'unité impaire supérieure. Dans l'Aisne, le nombre de cantons passe ainsi de 42 à 21. Le canton de Craonne ne fait pas partie des cantons conservés du département. 
Le canton disparait lors des élections départementales de mars 2015. L'ensemble des communes est regroupée au nouveau canton de Guignicourt sauf Cerny-en-Laonnois, Chamouille, Colligis-Crandelain, Lierval, Martigny-Courpierre et Monthenault, rejoignant le nouveau canton de Laon-2.

## Représentation

### Conseillers généraux de 1833 à 2015
| Période | Période | Identité                                                                | Étiquette   | Qualité |
| ------- | ------- | ----------------------------------------------------------------------- | ----------- | --- |
| 1833    | 1840    | David Victor de Belly de Bussy dit "Le Pékin de l'Empereur" (1768-1848) |             | Ancien colonel de l'artillerie Aide de camp de Napoléon Bonaparte Propriétaire du château et Maire de Beaurieux                                                                                         |
| 1840    | 1842    | Joseph Babled (1798-1877)                                               |             | Juge de paix et propriétaire à Craonne |
| 1842    | 1848    | Michel Gondallier de Tugny (1796-1868)                                  |             | Propriétaire, maire de Beaurieux, conseiller d'arrondissement |
| 1848    | 1852    | Joseph Babled                                                           |             | Juge de paix et propriétaire à Craonne |
| 1852    | 1861    | Michel Gondallier de Tugny                                              |             | Propriétaire, maire de Beaurieux |
| 1861    | 1870    | Joseph Babled                                                           |             | Ancien officier d'artillerie, juge de paix et propriétaire à Craonne |
| 1870    | 1874    | Félix Dufrénoy                                                          |             | Notaire - Maire de Colligis |
| 1874    | 1889    | Paul Victor Nice (1832-1889)                                            |             | Cultivateur à la ferme d'Hurtebise Président du comice agricole de Laon[Quand ?] Maire de Vauclerc-et-la-Vallée-Foulon (1873 → 1888) Décédé en fonction                                                 |
| 1889    | 1892    | Frédéric Babled (fils de J.Babled)                                      |             | Procureur général à Aix-en-Provence puis à Nîmes Décédé en fonction |
| 1892    | 1898    | Karl Hanoteaux (1852-1927)                                              | Républicain | Directeur de la Sté générale des Industries économiques Propriétaire du château de Beaurieux |
| 1898    | 1910    | Célestin Gaudion                                                        | Républicain | Cultivateur Maire de Paissy |
| 1910    | 1922    | Henri Rillart de Verneuil                                               | FR          | Propriétaire agricole Député de l'Aisne (1919 → 1934) Maire de Bouconville (1904 → 1908 et 1912 → 1923) Maire de Bouconville-Vauclerc (1923 → 1940)                                                     |
| 1922    | 1925    | Lucien Meurant                                                          | AD          | Notaire à Beaurieux |
| 1925    | 1940    | Henri Rillart de Verneuil                                               | FR          | Propriétaire agricole Député de l'Aisne (1919 → 1934) Sénateur de l'Aisne (1934 → 1940) Maire de Bouconville-Vauclerc (1923 → 1940) Nommé conseiller départemental en 1943 par le Gouvernement de Vichy |
|         |         |                                                                         |             | |
| 1945    | 1967    | Yvonne Curtil                                                           | SFIO        | Négociante en vins, veuve de Pierre Curtil Maire de Corbeny (1945 → 1959) Première femme élue au Conseil général de l'Aisne                                                                             |
| 1967    | 1979    | Gilbert Devèze,                                                         | CNIP        | Agriculteur exploitant Député de l'Aisne (1958 → 1962) Sénateur de l'Aisne (1971 → 1980) Maire de Bièvres (1947 → 1977)                                                                                 |
| 1979    | 1998    | Pierrette Curtil                                                        | PS          | Proviseure, fille de Pierre et Pierrette Curtil, Maire de Corbeny (1985 → 1995) Député-suppléante de Robert Aumont                                                                                      |
| 1998    | 2004    | Philippe Malpezzi                                                       | UDF-DL      | Conseiller en gestion, attaché parlementaire de Paul Girod Maire d'Aizelles (1995 → 2008) Président de la CC du Chemin des Dames (1995 → )                                                              |
| 2004    | 2015    | Noël Genteur,                                                           | IDG         | Éleveur agriculteur, Maire de Craonne (2004 → 2014) Président de la CC du Chemin des Dames[Quand ?] |

### Conseillers d'arrondissement (de 1833 à 1940)
| Période                                  | Période      | Identité                                | Étiquette | Qualité |
| ---------------------------------------- | ------------ | --------------------------------------- | --------- | --- |
| 1833                                     | 1842         | Michel Gondallier de Tugny (1796-1867)  |           | Propriétaire, maire de Beaurieux                                                                                         |
| 1842                                     | 1848         | Félix Jules Dufrénoy (1802-1881)        |           | Notaire, maire de Colligis                                                                                               |
|                                          |              |                                         |           | |
| 1879                                     | 1890 (décès) | Denis Robert Aristide Lévecque          |           | Propriétaire à Cuissy-et-Geny                                                                                            |
|                                          |              |                                         |           | |
| 1901                                     | 1913         | Ludovic Rillart de Verneuil (1869-1914) |           | Propriétaire du château, maire de Verneuil-Courtonne, Mort pour la France le 17 septembre 1914                           |
| 1913                                     | 1919         | M. Grapin                               |           | |
| 1919                                     | 1925         | Jean-Baptiste Gabriel Neveux            |           | Notaire, maire de Beaurieux                                                                                              |
| 1925                                     | 1937         | Lucien Meurant                          | AD        | Notaire à Beaurieux, ancien conseiller général                                                                           |
| 1937                                     | 1940         | Pierre Curtil                           | SFIO      | Propriétaire, négociant en vins, maire de Corbeny (1940-1941), résistant, porté disparu à Mauthausen Mort pour la France |
| 1940                                     |              |                                         |           | Les conseils d'arrondissement ont été suspendus par la loi du 12 octobre 1940 et n'ont jamais été réactivés              |
| Les données manquantes sont à compléter. |              |                                         |           | |

## Composition
Le canton de Craonne a groupé 34 communes et compte 6 085 habitants en 2012.
| Code Insee | Nom                        | Superficie (km2) | Population (hab.) | Densité (hab./km2) |
| ---------- | -------------------------- | ---------------- | ----------------- | ------------------ |
| 02234      | Craonne (Chef-lieu)        | 8,62             | 76                | 8,82               |
| 02007      | Aizelles                   | 4,88             | 113               | 23,16              |
| 02033      | Aubigny-en-Laonnois        | 4,41             | 111               | 25,17              |
| 02058      | Beaurieux                  | 9,69             | 776               | 80,18              |
| 02072      | Berrieux                   | 4,98             | 184               | 36,95              |
| 02102      | Bouconville-Vauclair       | 13,04            | 202               | 15,49              |
| 02106      | Bourg-et-Comin             | 5,12             | 820               | 160,16             |
| 02115      | Braye-en-Laonnois          | 8,09             | 223               | 27,56              |
| 02150      | Cerny-en-Laonnois          | 7,22             | 72                | 9,97               |
| 02158      | Chamouille                 | 3,34             | 271               | 81,14              |
| 02178      | Chermizy-Ailles            | 10,95            | 107               | 9,77               |
| 02205      | Colligis-Crandelain        | 6,53             | 185               | 28,33              |
| 02215      | Corbeny                    | 15,23            | 748               | 49,11              |
| 02235      | Craonnelle                 | 5,91             | 108               | 18,27              |
| 02250      | Cuiry-lès-Chaudardes       | 5,15             | 75                | 14,56              |
| 02252      | Cuissy-et-Geny             | 4,97             | 62                | 12,47              |
| 02349      | Goudelancourt-lès-Berrieux | 5,54             | 54                | 9,75               |
| 02396      | Jumigny                    | 2,49             | 64                | 25,7               |
| 02429      | Lierval                    | 3,77             | 113               | 29,97              |
| 02471      | Martigny-Courpierre        | 4,46             | 120               | 26,91              |
| 02508      | Monthenault                | 2,94             | 139               | 47,28              |
| 02530      | Moulins                    | 1,60             | 95                | 59,38              |
| 02531      | Moussy-Verneuil            | 6,43             | 127               | 19,75              |
| 02550      | Neuville-sur-Ailette       | 4,45             | 102               | 22,92              |
| 02565      | Œuilly                     | 2,86             | 280               | 97,9               |
| 02578      | Oulches-la-Vallée-Foulon   | 4,45             | 86                | 19,33              |
| 02582      | Paissy                     | 7,08             | 68                | 9,6                |
| 02583      | Pancy-Courtecon            | 6,37             | 54                | 8,48               |
| 02588      | Pargnan                    | 2,39             | 66                | 27,62              |
| 02675      | Sainte-Croix               | 3,35             | 133               | 39,7               |
| 02696      | Saint-Thomas               | 2,50             | 106               | 42,4               |
| 02751      | Trucy                      | 3,01             | 158               | 52,49              |
| 02764      | Vassogne                   | 2,93             | 71                | 24,23              |
| 02778      | Vendresse-Beaulne          | 8,71             | 116               | 13,32              |

## Démographie
| 1962  | 1968  | 1975  | 1982  | 1990  | 1999  | 2006  | 2007  | 2008  |
| ----- | ----- | ----- | ----- | ----- | ----- | ----- | ----- | ----- |
| 5 323 | 4 870 | 4 579 | 4 683 | 4 773 | 5 156 | 5 584 | 5 648 | 5 736 |

| 2009  | 2010  | 2011  | 2012  | - | - | - | - | - |
| ----- | ----- | ----- | ----- | - | - | - | - | - |
| 5 838 | 5 934 | 6 024 | 6 085 | - | - | - | - | - |